# Agência Mundial Antidoping
Agência Mundial Antidoping ou Agência Mundial Antidopagem (em inglês:  World Anti-Doping Agency, WADA; em francês:  Agence mondiale antidopage, AMA) é uma organização independente criada por iniciativa coletiva liderada pelo Comité Olímpico Internacional (COI). Fundada em 10 de novembro de 1999 em Lausanne, Suíça, tem por objetivo coordenar a luta contra o doping. Atualmente é presidida pelo antigo ministro das finanças da Austrália John Fahey. Em 2001, a organização mudou sua sede para Montreal, Canadá.
Inicialmente fundada pelo COI, hoje apenas metade de seu orçamento vem da entidade. O restante vem de vários governos do mundo. A agência ajuda federações esportivas internacionais a realizar provas nas áreas de educação e pesquisa. Também produz uma lista de substâncias que os atletas não podem consumir.

## Código Mundial Antidoping
Em 2004, o Código Mundial Antidoping foi implementado por organizações esportivas a partir dos Jogos Olímpicos de Atenas, padronizando as regras que governam o anti-doping em todos os esportes em todos os países. O Código Mundial Antidoping não tem o estatuto de lei pública internacional.